# HBO Canada
HBO Canada ist ein kanadischer Fernsehsender, welcher sein Programm von HBO aus den Vereinigten Staaten bezieht. HBO Canada ist nicht einzeln und frei empfangbar, sondern nur in Verbindung der Pay-TV Pakete von The Movie Network und Movie Central.
Am 22. September 2008 gaben die beiden Fernsehsenderbetreiber The Movie Network (TMN) und Movie Central (MC) eine Pressemitteilung raus, dass die Sender zusammen einen HBO Sender im Standardformat sowie im HDTV am 30. Oktober 2008 anbieten werden. Für die TMN Abonnenten bedeutete dies, dass die bisherigen Kanäle MMore und MMore HD durch HBO Canada ersetzt wurden. Für die Movie Central Abonnenten wurde Movie Central 4 und Movie Central 1 HD durch HBO Canada ersetzt.

## Programm
Es werden und wurde aktuelle Filme und Serien ausgestrahlt u. a.:
- Bloodletting & Miraculous Cures
- Call Me Fitz
- Good Dog
- Less Than Kind
- Living in Your Car
- The Yard
- Sensitive Skin

## Empfangbarkeit
HBO Canada wird in das Kabelnetz mehrerer Anbieter eingespeist. Des Weiteren ist der Sender über Satellit durch Bell TV und Shaw Direct empfangbar.